# Чернихівська трагедія
Чернихівська трагедія — кривава розправа австрійської влади над мешканцями села Чернихова, нині Тернопільської громади Тернопільського району Тернопільської области України.

## Відомості
25 травня 1908 року на березі р. Серет заарештували селянку та її сина за порушення права на риболовлю місцевого поміщика Коритовського. Це обурило селян, які вимагали звільнити заарештованих. Коли натовп підійшов до будинку війта і намагався звільнити односельців, жандарми відкрили вогонь; вбито 5 селян (М. Карачко, С. Лалик, М. Мандзій, Н. Сидорак, М. Шагедін), 2-х поранено. Згодом у Чернихів прибув загін жандармів і 2 ескадрони кінноти, які заарештували 38 жителів села.
Події в Чернихові розглядала Імперська Рада у м. Відні (Австрія).

## У літературі
У 1999 році Дмитро Чернихівський видав книгу «Чернихівська трагедія».